# Alfabet sud-aràbic
L'alfabet sud-aràbic o alfabet iemenita (en sud-aràbic antic ms3nd; en àrab modern المُسند, al-musnad) és l'alfabet que utilitzaren les llengües sud-aràbigues antigues. D'ell prové l'alfabet amhàric. És un abjad o alfabet consonàntic i, per tant, no té símbols per a representar les vocals.
L'alfabet sud-aràbic va separar-se del protocananeu no més tard del segle ix aC. S'utilitzà per fer inscripcions en llengües sud-aràbigues ala regnes de Sabà, Qataban, Hadramaut, Ma'in i Himyar, i també en proto-gueez als regnes anteriors al d'Aksum.
Les primeres inscripcions en aquest alfabet, datades al segle x aC, es van trobar al Iemen. Les inscripcions datades al segle ix aC foren fetes a la província d'Aquele-Guzai, a Eritrea. Les inscripcions trobades a Babilònia es daten al segle viii aC.
L'escriptura sud-aràbiga es va definir completament cap a l'any 500 dC i es va utilitzar fins al segle vii (incloses les inscripcions nord-aràbigues antigues, escrites en una de les seves variants), quan va ser reemplaçat per l'alfabet àrab. A Etiòpia, el sud-aràbic evolucionà en l'alfabet amhàric, el qual, amb algunes lletres i símbols addicionals afegits en els segles posteriors, s'utilitza per escriure les llengües gueez, amhàrica, tigrinya i tigre, així com per algunes altres llengües semítiques, cuixítiques i niloticosaharianes.

## Escriptura zabur
L'escriptura cursiva zabur o minúscula sud-aràbiga va ser utilitzada per a les inscripcions diàries sobre tauletes de fusta, mentre que per a les inscripcions monumentals, semblants a les que es mostren a les il·lustracions, s'emprava l'escriptura músnad.

## Alfabet
L'alfabet sud-aràbic conté 29 signes, una part dels quals té correspondències en altres alfabets, en particular en ugarític i fenici:
| Nom   | Lletra | So  | Amhàric | Fenici | Ugarític | Hebreu | Àrab |
| ----- | ------ | --- | ------- | ------ | -------- | ------ | ---- |
| Heh   | 𐩠      | h   | ሀ       | 𐤄      | 𐎅        | ה      | ه    |
| Lam   | 𐩡      | l   | ለ       | 𐤋      | 𐎍        | ל      | ل    |
| Ḥah   | 𐩢      | ħ   | ሐ       | 𐤇      | 𐎈        | ח      | ح    |
| Mim   | 𐩣      | m   | መ       | 𐤌      | 𐎎        | מם     | ﻡ    |
| Qaf   | 𐩤      | q   | ቀ       | 𐤒      | 𐎖        | ק      | ق    |
| Waw   | 𐩥      | w   | ወ       | 𐤅      | 𐎆        | ו      | و    |
| Xin   | 𐩦      | ʃ   | ሠ       | 𐤔      | 𐎘        | ש      | ش    |
| Reh   | 𐩧      | r   | ረ       | 𐤓      | 𐎗        | ר      | ر    |
| Beh   | 𐩨      | b   | በ       | 𐤁      | 𐎁        | ב      | ب    |
| Teh   | 𐩩      | t   | ተ       | 𐤕      | 𐎚        | ת      | ث    |
| Sat   | 𐩪      | s   | ሰ       | -      | 𐎝        | שׂ      | س    |
| Kaf   | 𐩫      | k   | ከ       | 𐤊      | 𐎋        | כ      | ك    |
| Nun   | 𐩬      | n   | ነ       | 𐤍      | 𐎐        | נן     | ﻥ    |
| Ḫah   | 𐩭      | x   | ኀ       | -      | 𐎃        | -      | خ    |
| Ṣad   | 𐩮      | tˢʼ | ጸ       | 𐤑      | 𐎕        | צץ     | ص    |
| Sàmec | 𐩯      | s̪   | -       | 𐤎      | 𐎒        | ס      | -    |
| Feh   | 𐩰      | f   | ፈ       | 𐤐      | 𐎔        | פף     | ف    |
| ʔAlef | 𐩱      | ʔ   | አ       | 𐤀      | 𐎀        | א      | ﺍ    |
| ʕAin  | 𐩲      | ʕ   | ዐ       | 𐤏      | 𐎓        | ע      | ع    |
| Ḍaḍ   | 𐩳      | ɬʼ  | ፀ       | -      | -        | -      | ض    |
| Gim   | 𐩴      | g   | ገ       | 𐤂      | 𐎂        | ג      | ج    |
| Dal   | 𐩵      | d   | ደ       | 𐤃      | 𐎄        | ד      | د    |
| Ġain  | 𐩶      | ɣ   | -       | -      | 𐎙        | -      | غ    |
| Ṭah   | 𐩷      | tʼ  | ጠ       | 𐤈      | 𐎉        | ט      | ط    |
| Zain  | 𐩸      | z   | ዘ       | 𐤆      | 𐎇        | ז      | ز    |
| Ḏal   | 𐩹      | ð   | -       | -      | 𐎏        | -      | ذ    |
| Yeh   | 𐩺      | j   | የ       | 𐤉      | 𐎊        | י      | ﻱ    |
| Ṯeh   | 𐩻      | θ   | -       | -      | 𐎘?       | -      | ث    |
| Ẓah   | 𐩼      | θʼ  | -       | -      | 𐎑        | -      | ظ    |

## Alfabet sud-aràbic a Unicode
L'interval Unicode de l'alfabet sud-aràbic és U+1BC0 ... U+10A7F.
|         | 0 | 1 | 2 | 3 | 4 | 5 | 6 | 7 | 8 | 9 | A | B | C | D | E | F |
| ------- | - | - | - | - | - | - | - | - | - | - | - | - | - | - | - | - |
| U+10A6x | 𐩠 | 𐩡 | 𐩢 | 𐩣 | 𐩤 | 𐩥 | 𐩦 | 𐩧 | 𐩨 | 𐩩 | 𐩪 | 𐩫 | 𐩬 | 𐩭 | 𐩮 | 𐩯 |
| U+10A7x | 𐩰 | 𐩱 | 𐩲 | 𐩳 | 𐩴 | 𐩵 | 𐩶 | 𐩷 | 𐩸 | 𐩹 | 𐩺 | 𐩻 | 𐩼 | 𐩽 | 𐩾 | 𐩿 |

- Taula Unicode
- Caràcters sud-aràbics

## Galeria d'imatges
- Fotos del Museu Nacional del Iemen:

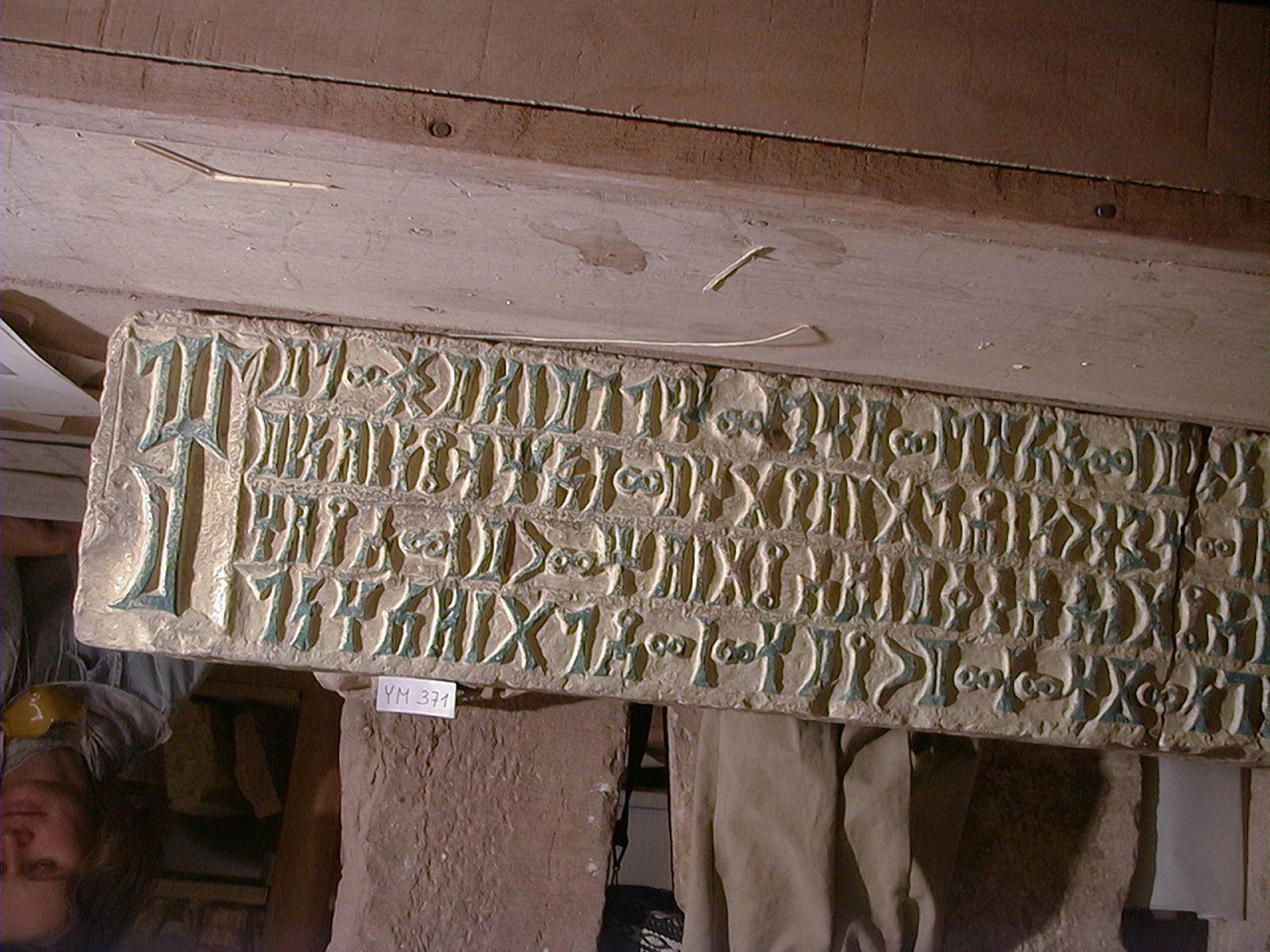
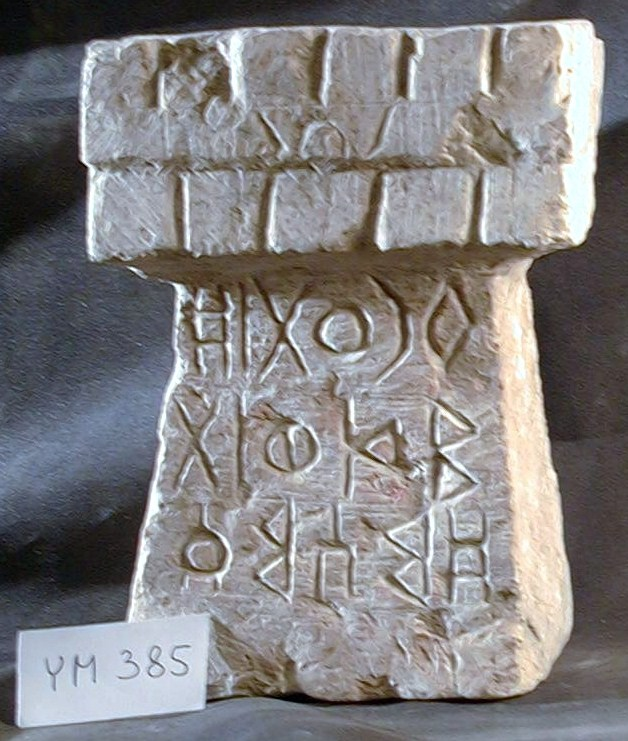
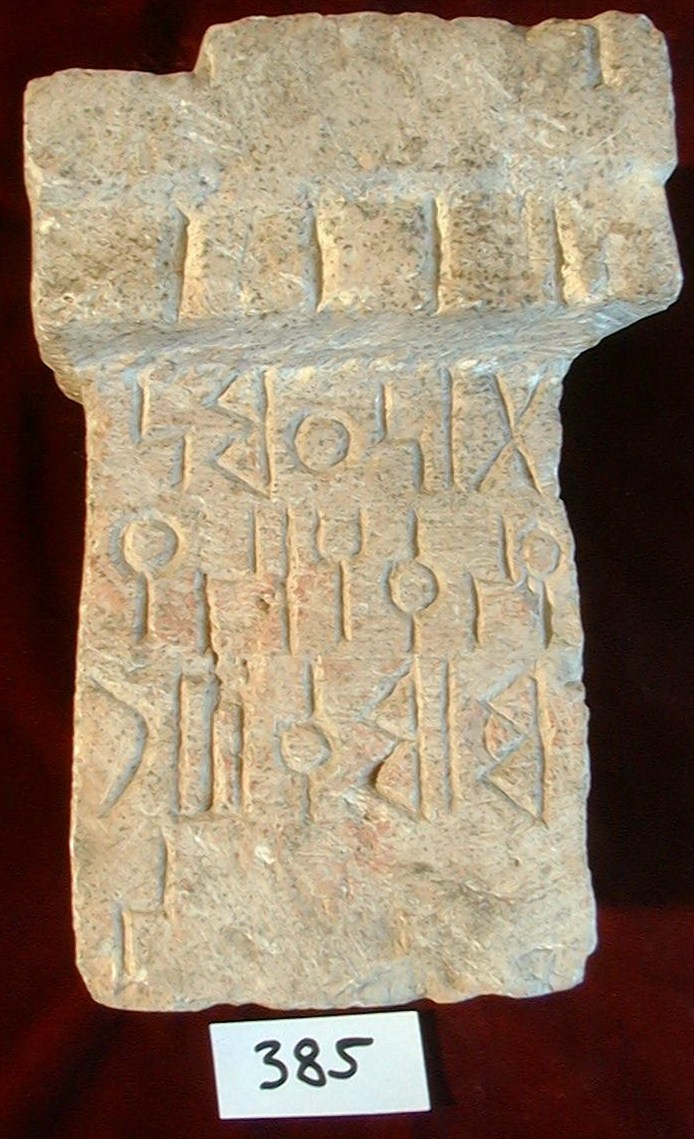
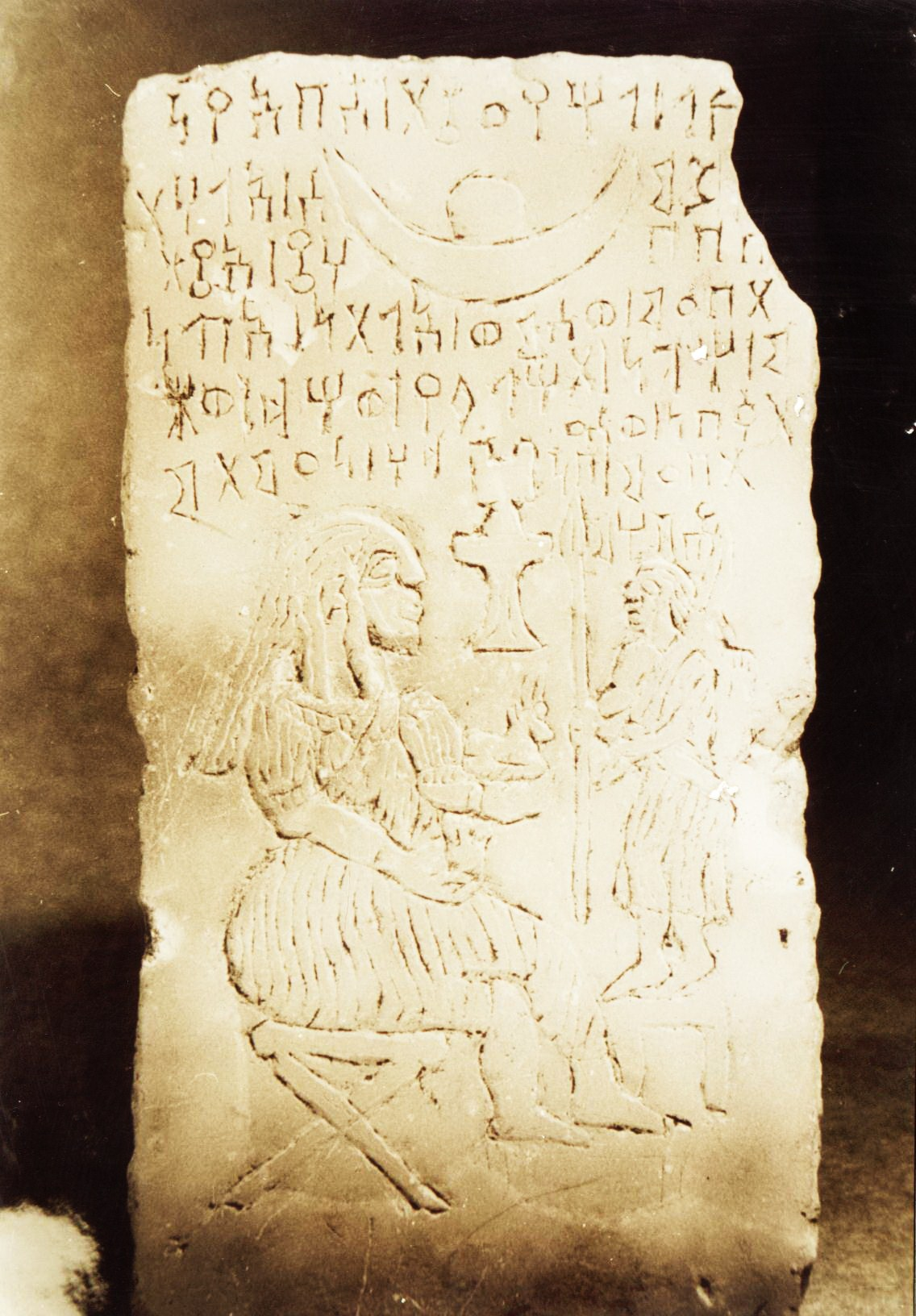
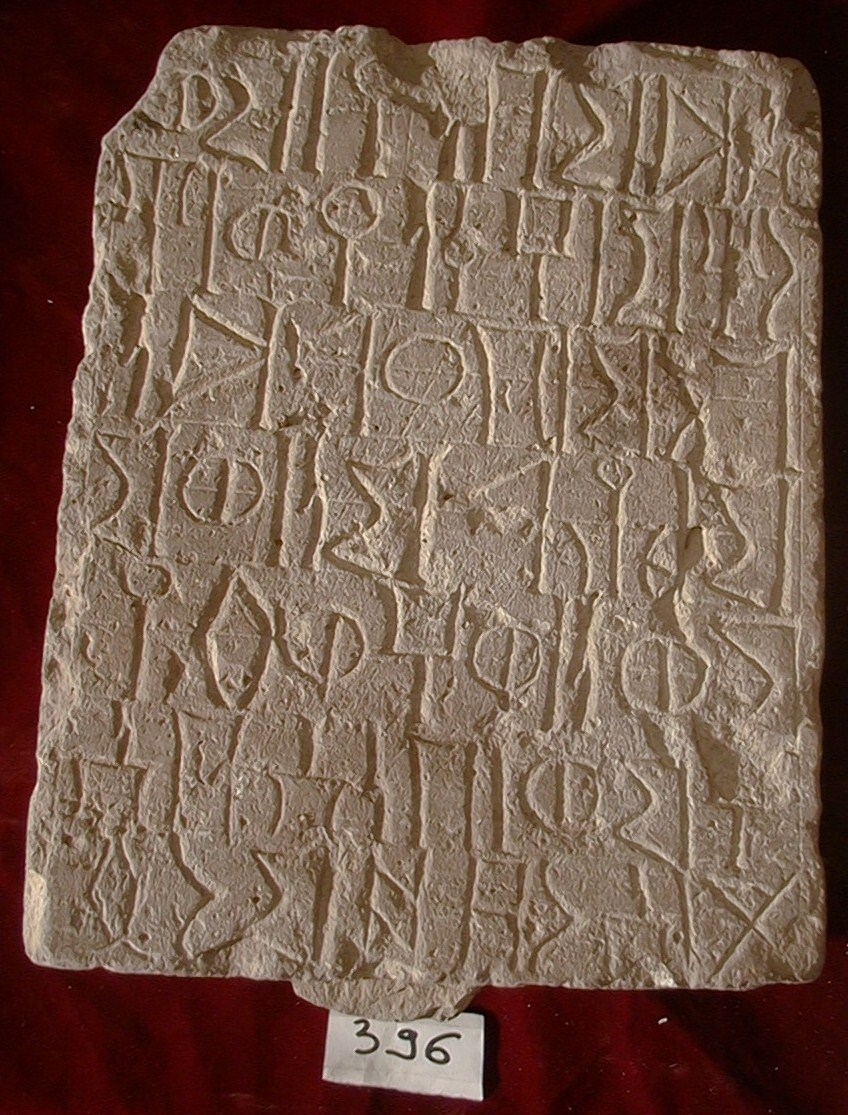
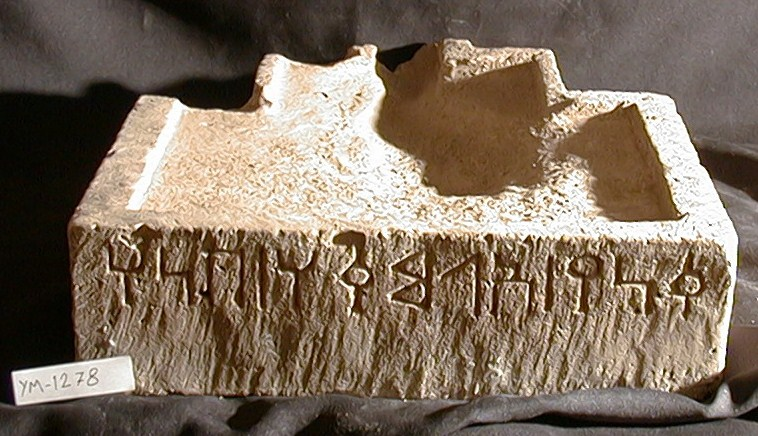
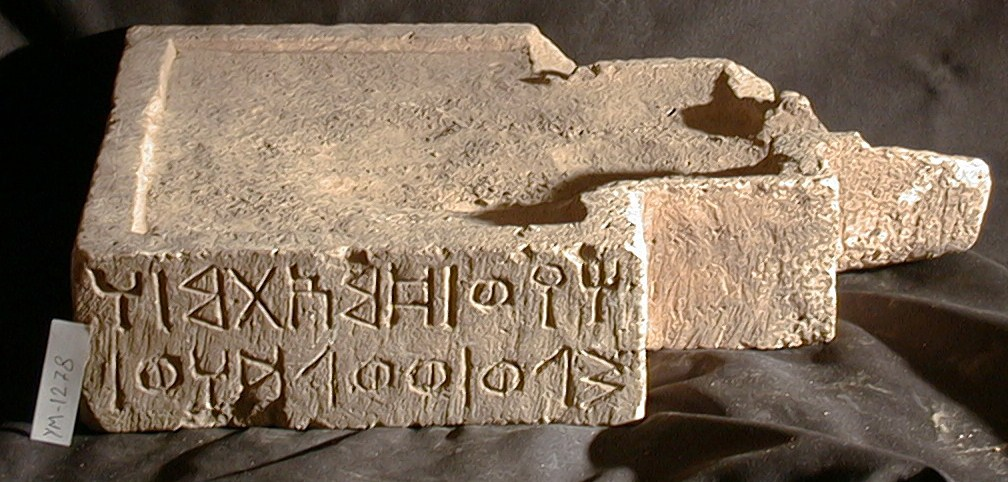
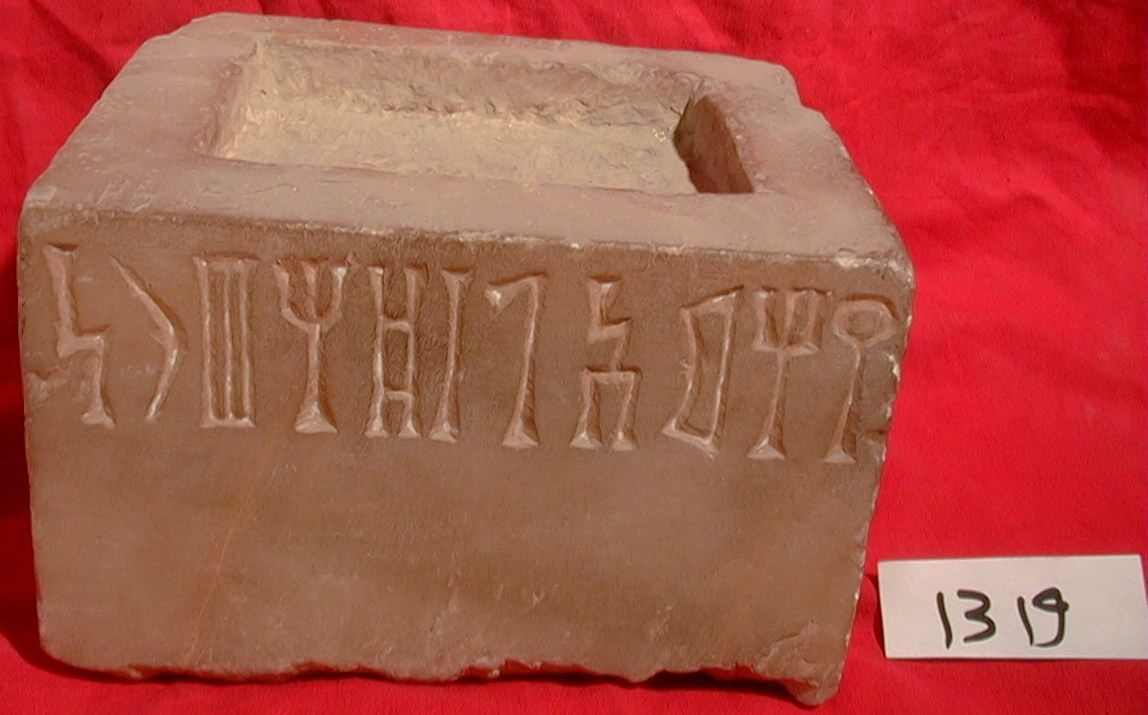
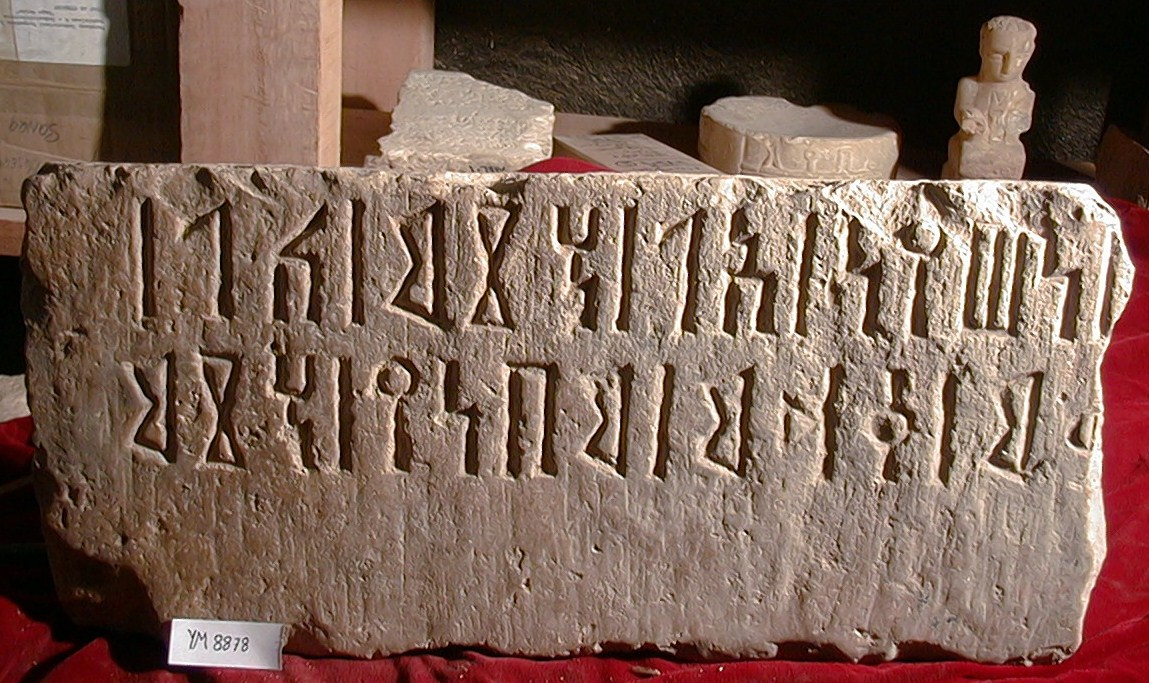
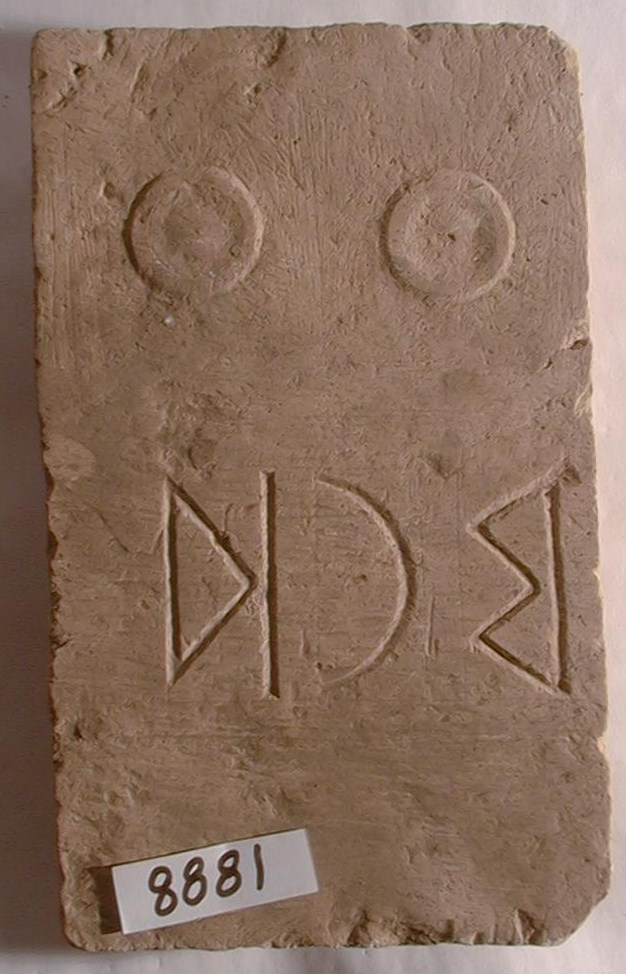
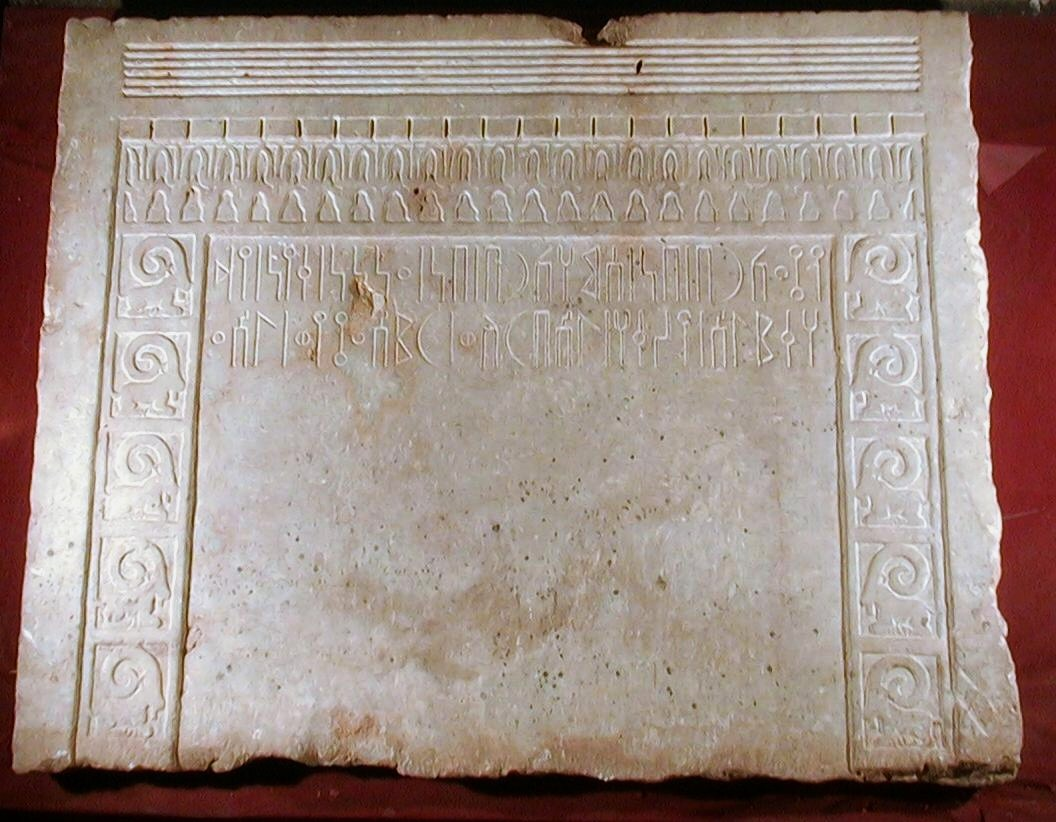

- Fotos del Museu Militar del Iemen:

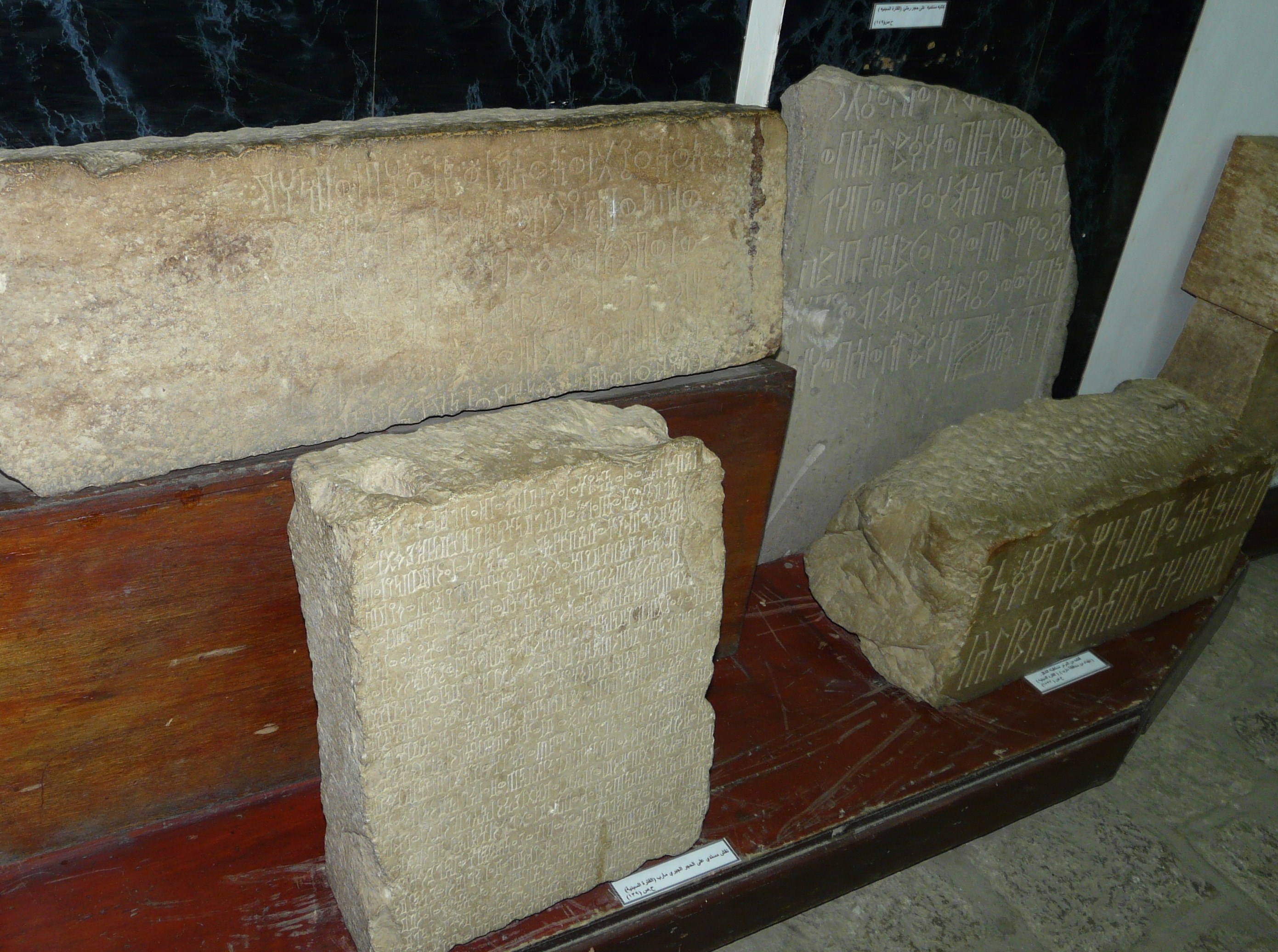
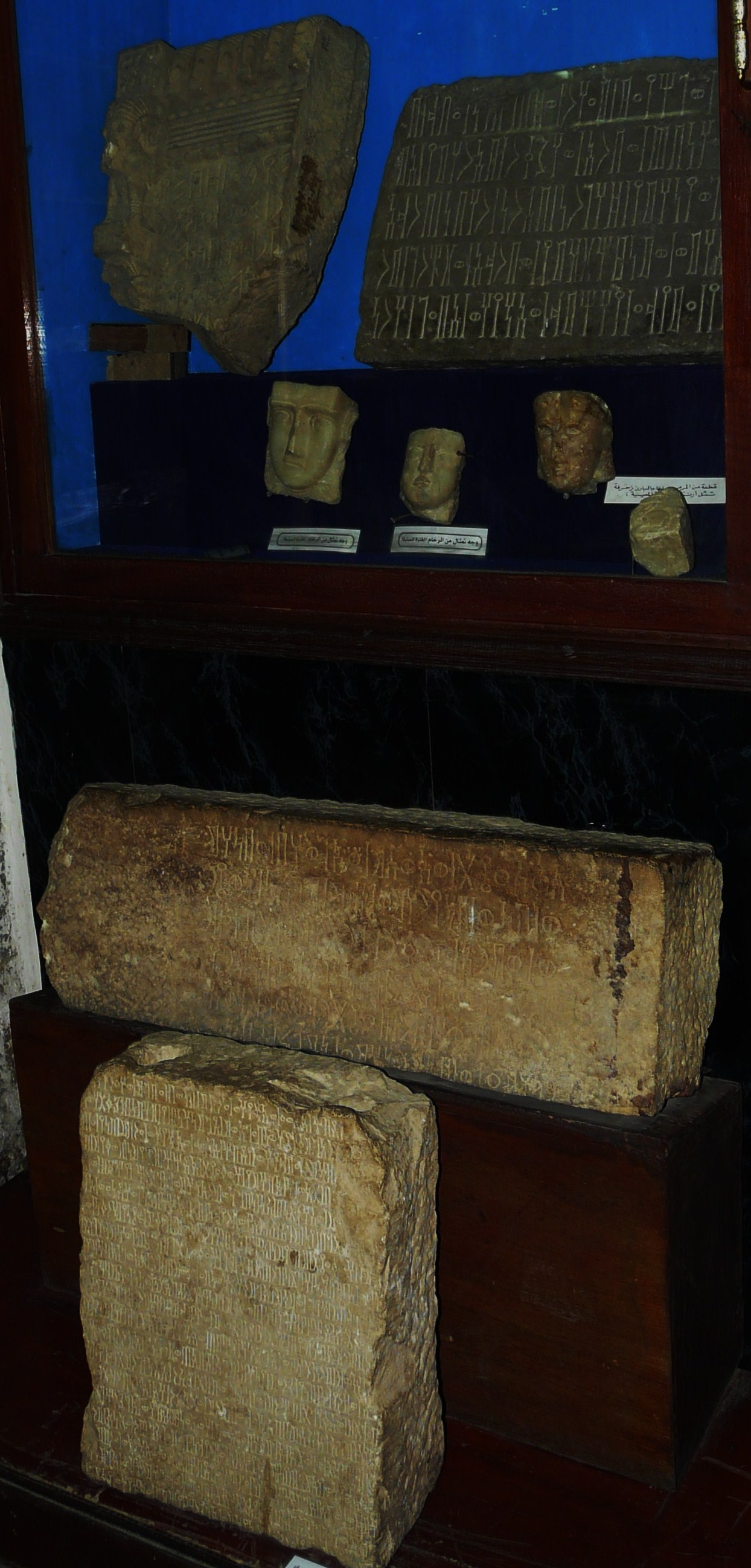
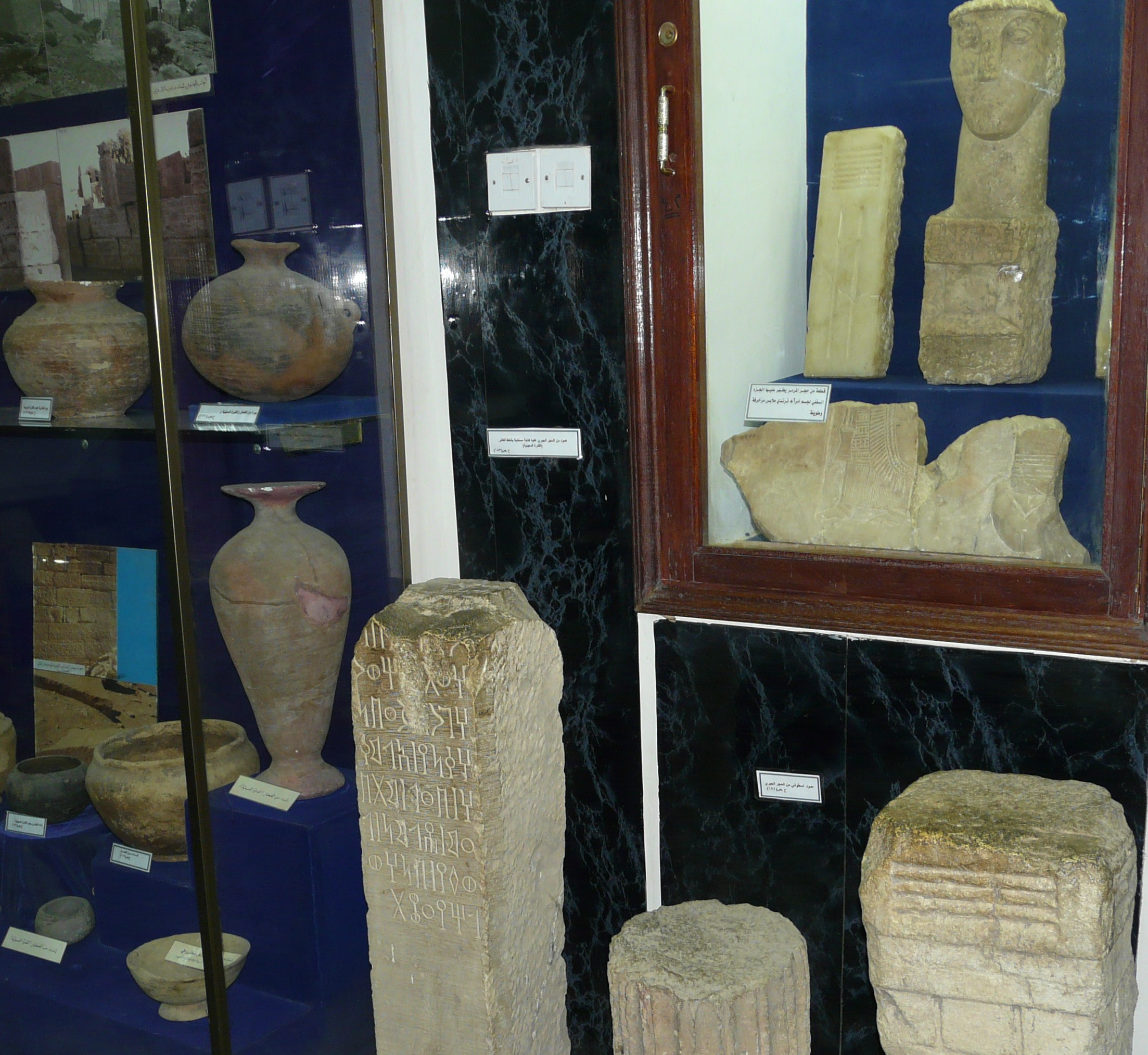